# Tricentrus borneensis
Tricentrus borneensis är en insektsart som beskrevs av William D. Funkhouser. Tricentrus borneensis ingår i släktet Tricentrus och familjen hornstritar. Inga underarter finns listade i Catalogue of Life.